# Michał Jach

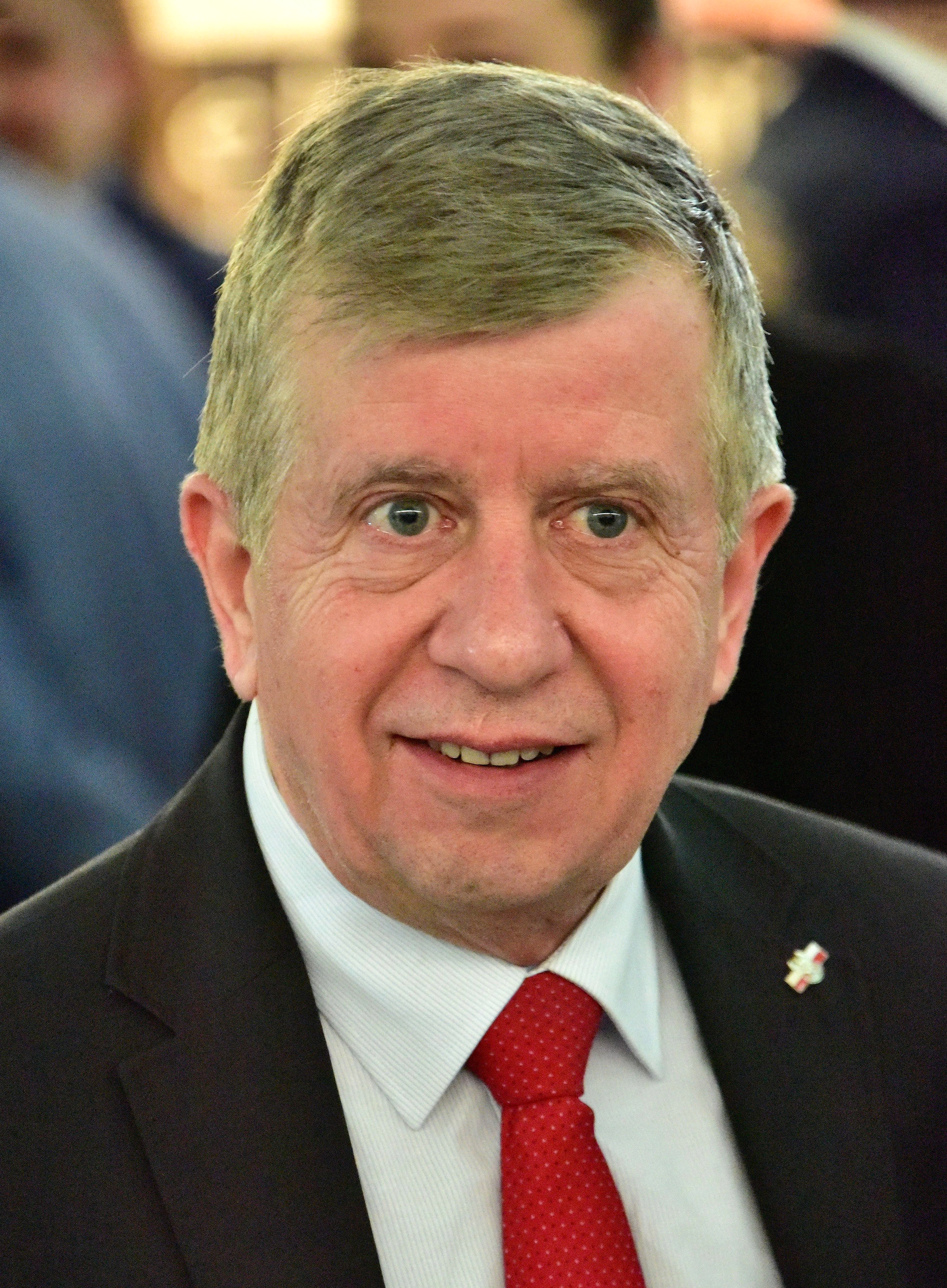
Michał Jach (2018)

Michał Jach (* 23. September 1951 in Łomża) ist ein polnischer Politiker (PiS) und ehemaliger Major der polnischen Streitkräfte. Er gehörte von 2005 bis 2007 und von 2011 bis 2023 dem Sejm in dessen V., VII., VIII. und IX. Wahlperiode an.

## Leben und Beruf
Jachs Eltern arbeiteten ebenfalls bereits für die polnischen Streitkräfte. 1955 zog die Familie nach Kielce, wo Jach aufwuchs. Von 1969 bis 1973 studierte er an der Militärakademie Wojskowa Akademia Techniczna in Warschau. Anschließend diente er ab 1973 in der polnischen Armee und stieg 1988 in den Rang eines Majors auf. Im September 1994 beendete Jach seine militärische Laufbahn und schloss im selben Jahr ein Studium der Wirtschaftswissenschaften an der Universität Stettin mit dem Magister ab. Anschließend absolvierte er 1997 ein Aufbaustudium an der Polish Open University im Bereich ab Unternehmensführung. Im Jahr 2000 schloss er sein MBA-Aufbaustudium an der Universität Stettin und der Manchester Metropolitan University ab.
Er ist in zweiter Ehe verheiratet und hat eine Tochter und einen Sohn.

## Politik
Von 1996 bis 1998 gehörte Jach der Ruch Odbudowy Polski an, seit 2001 ist er Mitglied von Prawo i Sprawiedliwość (PiS). Für die PiS trat er erfolglos bei der Europawahl 2004 an. Jach wurde 2005 mit 5.724 Stimmen im Wahlkreis Stettin in den Sejm gewählt und gehörte dem Parlament zunächst bis zur Wahl 2007 an, bei der er nicht wiedergewählt wurde. Bei der Europawahl 2009 errang er ebenfalls kein Mandat, 2010 wurde er in den Sejmik der Woiwodschaft Westpommern gewählt. Bei der Parlamentswahl 2011 wurde Jach erneut zum Abgeordneten im Sejm gewählt und 2015 sowie 2019 im Amt bestätigt. Bei der Europawahl 2019 hatte er hingegen erfolglos kandidiert. Bei der Parlamentswahl 2023 verpasste er die Wiederwahl und schied aus dem Sejm aus.